# Isabel de Verdon
Isabel de Verdon (auch Verdun, verheiratet als Isabel de Ferrers, Baroness Ferrers of Groby, * 21. März 1317 in Amesbury; † 25. Juli 1349) war eine englische Adlige.

## Leben
Isabel de Verdon war die einzige Tochter aus der Ehe von Theobald de Verdon, 2. Baron Verdon und Elizabeth de Clare. Ihre Mutter war eine der Erbinnen ihres Bruders Gilbert de Clare, 7. Earl of Hertford, als reiche Erbin hatte Verdon die bereits verwitwete Elizabeth im Februar 1316 entführt und geheiratet. Verdon starb jedoch bereits vor der Geburt Isabels. Da er ohne männliche Nachkommen gestorben war, wurde Isabel zusammen mit den drei Töchtern aus der ersten Ehe ihres Vaters zu seiner Erbin. Elizabeth de Clare zog sich nach dem Tod ihres Mannes in das Priorat von Amesbury zurück, wo Isabel geboren wurde. Kurz nach der Geburt heiratete ihre Mutter am 3. Mai 1317 den Höfling Roger Damory, der 1322 starb. Danach heiratete ihre Mutter nicht erneut.
Vor Februar 1331 wurde Isabel mit Henry Ferrers, 2. Baron Ferrers of Groby verheiratet. Ihr Mann machte als King’s Chamberlain Karriere am Hofe. Er erreichte vor 1335, dass das Erbe ihres Vaters neu und für Isabel vorteilhafter aufgeteilt wurde. Isabel erhielt nun die irischen Besitzungen ihres Vaters sowie Güter in sieben Counties der Midlands zwischen Derbyshire und Gloucestershire. Ihre Mutter sicherte ihr dazu zu, dass Isabel bzw. ihre Nachkommen von ihr vier weitere Güter in den Midlands erben würden. 1342 erkrankte ihr Mann, er starb im September 1343. Isabel heiratete nicht erneut und starb mit 33 Jahren vermutlich an der Pest.

## Nachkommen
Aus ihrer Ehe mit Henry Ferrers, 2. Baron Ferrers of Groby, hatte sie mehrere Kinder, darunter:
- William Ferrers, 3. Baron Ferrers of Groby (1333–1371);
- Ralph de Ferrers ⚭ Joan de Grey, Witwe des Sir William Harcourt und Tochter des Richard de Grey;
- Philippa de Ferrers († vor 1384) ⚭ Sir Guy de Beauchamp († 1360), ältester Sohn des Thomas de Beauchamp, 11. Earl of Warwick;
- Elizabeth de Ferrers († 1375) ⚭ (1) David Strathbogie, 3. Baron Strabolgi, ⚭ (2) John Malewayn.